# Hugo Ferdinand Boss
Hugo Ferdinand Boss (Metzingen, 1885. július 8. - Metzingen, 1948. augusztus 9.) német divattervező és üzletember volt. A Hugo Boss AG divatház alapítója. 

## Élete
Metzingenben született, Luise és Heinrich Boss gyermekeként. Öt gyerek közül ő volt a legfiatalabb. 1903-tól 1905-ig szolgált a katonaságnál, majd egy konstanzi malomban dolgozott. 1908-ban örökölte szülei fehérneműboltját.[forrás?] 1914-ben bekerült a katonaságba, és az első világháborúban harcolt.[forrás?]
1923-ban alapította meg saját cégét, majd egy évvel később nyitott egy gyárat. Az 1930-as években az SA és az SS egyenruháit is ő tervezte, illetve a postának, a német vasútnak és a Wehrmachtnak is tervezett ruhákat.
1931-ben csatlakozott a náci párthoz, két évvel Hitler hatalomra kerülése előtt. 1932-ben a fekete SS-egyenruhákat már Karl Diebitsch és Walter Heck tervezték, akiknek nem volt közük a céghez. A Hugo Boss cég gyártotta ezeket az egyenruhákat, a barna SA ingeket és a Hitlerjugend fekete-barna egyenruháit is. A munkások főleg ukránok, lengyelek és francia hadifoglyok voltak, akiket munkára kényszerítettek. 1999-ben a holokauszt-túlélők amerikai ügyvédei eljárást indítottak a Hugo Boss cég ellen, a rabszolgák dolgoztatása miatt. A cég ezután bocsánatot kért. Ennek ellenére a céget a mai napig kritizálják, a múltja miatt.
A második világháború után Bosst a nemzetiszocializmus aktivistájaként és támogatójaként bélyegezték meg, amely miatt súlyos pénzbüntetést szabtak ki rá, illetve megfosztották a szavazási jogától és a cég üzemeltetésétől. Azonban ez megváltozott, és csak „követőnek” (Mitläufer) nevezték, így enyhébb büntetést kapott.

## Halála
1948-ban hunyt el Metzingenben, 63 éves korában.